# László Kubala
László Kubala Stecz, bekannt auch als Ladislao Kubala, Ladislav Kubala und Ladislaw Kubala (* 10. Juni 1927 in Budapest; † 17. Mai 2002 in Barcelona), war ein Fußballspieler und -trainer. Kubala spielte zuerst für die tschechoslowakische, dann für die ungarische und später für die spanische Nationalmannschaft. Er selbst sagte über sich: „Ich bin ein Weltbürger.“ Er ist für seine Zeit beim FC Barcelona bekannt, bei dem er mithalf, den Verein zu einem der besten Clubs der Welt aufzubauen.

## Herkunft
László Kubala Stecz wurde am 10. Juni 1927 in Budapest geboren und stammt aus einfachen Verhältnissen. Seine Mutter, Anna Stecz, war eine Fabrikarbeiterin und hatte polnische, slowakische und ungarische Wurzeln. Der Vater, Pál Kubala Kurjas, arbeitete als Maurer und gehörte der slowakischen Minderheit in Ungarn an. Als Kind begeisterte sich Kubala für Boxen und Fußball. Ab 1939 spielte er für die Jugendmannschaften des Ganz-Konzerns (Ganz TE) und konnte aufgrund seines Talents problemlos einige Jahrgänge überspringen.

## Karriere als Vereinsspieler

### Wechselhafte Jahre (1945 bis 1950)
1944 absolvierte Kubala neun Partien für die Betriebsmannschaft von Ganz TE in der zweiten Liga, bevor der Zweite Weltkrieg den weiteren Spielbetrieb in Ungarn unmöglich machte (siehe hier). Nach Kriegsende schloss sich Kubala Ferencváros Budapest an, einem der bekanntesten Fußballklubs des Landes und spielte an der Seite des legendären Stürmers György Sárosi sowie Sándor Kocsis. In der Saison 1945/46 belegte Ferencváros den fünften Platz. Bereits im Alter von nur 18 Jahren galt Kubala als Ausnahmefußballer (27 Tore in 49 Spielen), der sich schon damals in den Spielaufbau einschaltete und Torchancen kreieren konnte. Um sich dem obligatorischen Wehrdienst zu entziehen, floh er 1946 nach Bratislava in die Tschechoslowakei. Nach Monaten der Entbehrung erhielt Kubala einen Spielervertrag beim ŠK Bratislava, der als einer der ersten Mannschaften auf dem europäischen Festland das revolutionäre WM-System eingeführt hatte. Kubalas Jugendfreund Július Schubert war ebenfalls geflohen und gehörte zu seinen Mitspielern. Im Folgejahr (1947) heiratete er Anna Viola Daučíkova, die Schwester seines Trainers Ferdinand Daučík und wurde für die tschechoslowakische Nationalmannschaft nominiert. Infolge der Machtübernahme der kommunistischen Partei (Februarumsturz) kehrte Kubala im April 1948 nach Ungarn zurück.
Die folgenden Monate spielte er für Vasas Budapest (10 Tore in 20 Spielen) aus dem Arbeiterviertel Angyalföld. Nachdem auf Druck der sowjetischen Besatzungsmacht auch in Ungarn ein kommunistisches Regime errichtet worden war, entschied sich Kubala zur neuerlichen Flucht. In einer sowjetischen Armeeuniform setzte er sich am 25. Januar 1949 an Bord eines Militärtransporters mit gefälschtem Ausweis in das besetzte Österreich ab und gelangte über die amerikanische Zone nach Italien. Über seine Flucht sagte er: „Die Politik hat mich nie interessiert. Ich merkte nur, dass ich in Ungarn nicht leben konnte.“ In Italien spielte er kurzzeitig für Pro Patria Calcio und vereinbarte im Frühsommer 1949 mit seinem Landsmann Ernő Erbstein, Trainer des Serienmeisters AC Turin, an einem Freundschaftsspiel gegen Benfica Lissabon teilzunehmen. Zu dieser Zeit trafen allerdings seine Ehefrau und sein Sohn Branko nach ihrer Flucht in Italien ein, weshalb Kubala die Reise schließlich absagte. Dadurch entging er auf dem Rückflug dem Flugunfall von Superga, bei dem zahlreiche Spieler von Grande Torino ums Leben kamen.
Derweil legte Vasas, aufgehetzt vom kommunistischen ungarischen Fußballverband, Beschwerde bei der FIFA ein: Kubala habe nicht nur seinen Vertrag gebrochen, er sei zudem Fahnenflüchtiger, hieß es in der Schrift. Der Weltverband verhängte eine einjährige Sperre. Zusätzlich wurde in Ungarn wegen wirtschaftlicher Vergehen Anklage gegen den Spieler erhoben und die kommunistische Regierung beantragte seine Auslieferung.

### Hungaria (1950)
Kubala kam mit seiner Familie in einem Flüchtlingslager in Cinecittà unter und zusammen mit seinem Schwager Ferdinand Daučík, der ebenfalls nach Italien geflohen war, gründeten sie im Januar 1950 die Fußballmannschaft Hungaria. Diese setzte sich aus Staatenlosen und Flüchtlingen aus Osteuropa zusammen. Um Geld zu sammeln, reiste Hungaria durch Europa und bestritt gegen eine Antrittsprämie Freundschaftsspiele. Im Sommer absolvierten sie eine Partie gegen die spanische Nationalmannschaft, die sich auf die bevorstehende Weltmeisterschaft vorbereitete und brachten sie an den Rand einer Niederlage – ein bedeutender Tag für den Ausnahmekönner Kubala. Denn unter den Zuschauern befand sich Josep Samitier, der einflussreiche Sportmanager des FC Barcelona. Samitier unterbreitete Kubala ein Angebot und versicherte ihm, sich um die Aufhebung der FIFA-Sanktionen zu kümmern.

### FC Barcelona (1950 bis 1961)

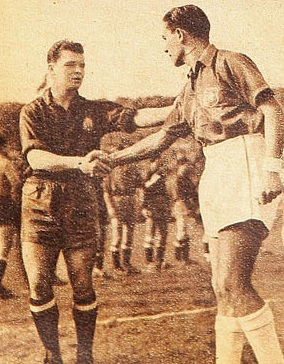
Kubala (links) im Jahr 1953

Mittlerweile war auch Real Madrid auf den Spieler aufmerksam geworden und bemühte sich um eine Verpflichtung. Die Verhandlungen zogen sich allerdings hin und um endlich Tatsachen zu schaffen, legte Kubala den Vertragsentwurf vor, den Madrid ihm unterbreitet hatte. Samitier sah sich zum Handeln gezwungen und bot Kubala mit einem Jahresgehalt von 647.850 Peseten den bis dato am höchsten dotierten Vertrag der Klubgeschichte an. Kubala nahm das Angebot am 15. Juni 1950 an und wurde Spieler des FC Barcelona. Die Einigung sah auch vor, dass Daučík neuer Barça-Trainer wurde. Die Verpflichtung des aus dem kommunistischen Ostblock geflohenen Spielers war für das spanische Franco-Regime ein großer Propaganda-Erfolg.
Nach Ablauf der Sperre, feierte Kubala am 2. April 1951 sein Pflichtspieldebüt für die Blaugrana und gewann wenige Wochen später mit dem spanischen Pokal (3:0 gegen Real Sociedad San Sebastián) seinen ersten Titel. Gleich in seiner ersten vollen Saison (1951/52) war Kubala Barcelonas wichtigster Akteur und legte den Grundstein zu einer der erfolgreichsten Karrieren der 1950er Jahre. Der ehemalige Flüchtling fand in der katalanischen Metropole eine neue Heimat und avancierte zum Publikumsliebling, überzeugte durch Übersicht, perfektes Passspiel und außergewöhnliche Kreativität. Als einer der ersten war er in der Lage, einen direkten Freistoß über die Mauer ins gegnerische Tor zu schießen. In 19 Ligaspielen erzielte Kubala 26 Tore und hatte beim 9:0-Sieg über Sporting Gijón siebenmal getroffen, gegen Celta Vigo fünfmal. Der FC Barcelona feierte nicht zuletzt dank der einzigartigen Angriffsreihe um Kubala, Estanislao Basora, Eduardo Manchón und César Rodríguez mit fünf Titeln eine der erfolgreichsten Spielzeiten der Vereinsgeschichte. Neben dem Double aus Meisterschaft und Pokal, folgten die Coupe Latine, die Copa Eva Duarte sowie die Copa Martini Rossi. Wegen einer Tuberkulose-Erkrankung verpasste Kubala den Großteil der folgenden Saison 1952/53. Krankheitsbedingt verlor er sechs Kilogramm Körpergewicht und sein Lungenvolumen schrumpfte, weshalb ihm sogar ein vorzeitiges Karriereende drohte. Doch nach einem Kuraufenthalt in Monistrol de Calders erholte sich Kubala überraschend schnell und konnte im Februar 1953 in den Spielbetrieb zurückkehren (11 Spiele/7 Tore). Obwohl Barça zwischenzeitlich auf Rang vier abgerutscht war, gelang ihnen mit dem wiedergenesenen „Kuksi“ sowohl in der Liga als auch im Pokal die Titelverteidigung.

„Er trug das Team allein. Und er hatte alles: Geschwindigkeit und Power, Technik, Kontrolle, Charisma.“

Durch die Erfolge stieß Barcelonas Stadion Les Corts, trotz eines Fassungsvermögens von 60.000 Zuschauern, regelmäßig an seine Kapazitätsgrenzen. Hinzu kam die enorme Anziehungskraft des Starspielers Kubala und um die Zuschauermassen bewältigen zu können, begann der Klub 1954 mit dem Bau des Camp Nou. Dieses konnte nach dreijähriger Bauzeit bezogen werden und zählte mit 90.000 Plätzen zu den größten Fußballstadien der Welt. Ehrfurchtsvoll sprach man vom „Haus, das Kubala erbaute.“ Ab 1954 begann die große Ära der Galaktischen von Real Madrid und die legendäre Mannschaft um Kubalas Widersacher Alfredo Di Stéfano dominierte in den folgenden Jahren den Vereinsfußball. Der FC Barcelona hingegen wurde dreimal in Folge Vizemeister und gewann 1957 immerhin den Pokal. Schließlich übernahm Helenio Herrera 1958 das Traineramt und leitete mit Spielern wie Luis Suárez, Evaristo, Zoltán Czibor und Sándor Kocsis den Aufbau einer neuen Mannschaft ein. Um Reals erdrückende Dominanz zu brechen, setzte er auf strikte Disziplin. Der „Freigeist“ Kubala machte gegenüber seinen Mitspielern deutlich, dass er sich selbst für den herausragenden Akteur hielt und pflegte einen lockeren, unprofessionellen Lebensstil. Er war Stammgast in den Cafés und Bars der Stadt, genoss das Nachtleben und unterhielt zahlreiche Liebesaffären. Kubala galt als technisch perfekt, vielleicht sogar noch besser als Alfredo Di Stéfano, jedoch war er nicht so kampfstark und lauffaul. Barcelona gewann 1959 und 1960 zwei weitere Meistertitel. 1960 stand Barcelona im Halbfinale des Europapokals der Landesmeister, wo man auf den großen Rivalen Real Madrid traf. Aufgrund von Streitigkeiten mit Herrera wurde Altstar Kubala nicht aufgestellt und Barça unterlag jeweils mit 1:3. Nach Herreras Abgang kehrte Kubala in die Mannschaft zurück und führte sie im folgenden Jahr ins Finale des Europapokals der Landesmeister. Dort musste sich Barcelona am 31. Mai 1961 im Berner Wankdorfstadion Benfica Lissabon mit 2:3 geschlagen geben. Nach Ende der Saison verkündete der 34-jährige Kubala seinen Abschied und bestritt am 20. August 1961 sein letztes Spiel für die „Blaugrana“. Er hatte elf Jahre lang für Barcelona gespielt (256 Pflichtspiele, 196 Tore) und in der katalanischen Hauptstadt eine neue Heimat gefunden.
Zum Abschied spielte er in einem gemischten Team, in dem auch Spieler von Real Madrid standen, gegen Stade Reims.

## Karriere als Nationalspieler
Kubala spielte für drei verschiedene Nationalmannschaften: Ungarn, die Tschechoslowakei und Spanien.
Während seiner Zeit bei Slovan Bratislava (1946–48) absolvierte Kubala sechs Länderspiele (vier Tore) für das Heimatland seiner Eltern. Nach seiner Rückkehr nach Ungarn 1948 spielte er noch dreimal für die Ungarn, die sich in den frühen 1950er-Jahren zur wohl besten Nationalmannschaft der Welt aufschwangen.
1953 nahm der geflohene Kubala die spanische Staatsbürgerschaft an und war damit berechtigt nun auch für seine Wahlheimat zu spielen. In 19 Partien schoss er elf Tore, darunter einen Hattrick beim 3:0-Sieg über die Türkei im November 1957. Eine Teilnahme an einer Weltmeisterschaft blieb ihm versagt. Sein letztes Länderspiel bestritt er am 2. April 1961 in Madrid gegen Frankreich.

## Karriere als Trainer
Nach dem Ende seiner Spielerkarriere wechselte Kubala ins Trainerfach und wurde Jugendtrainer beim FC Barcelona. In der Saison 1962/63 wurde er Cheftrainer der Profimannschaft, doch seine erste Anstellung endete im Desaster, als er nach einer peinlichen Niederlage im Europapokal gegen Roter Stern Belgrad entlassen wurde.
Doch rasch nach seinem Abgang heuerte Kubala als Spielertrainer beim Stadtrivalen RCD Espanyol Barcelona an, wo sich seine Wege wieder mit di Stéfano kreuzten. Alsbald setzte Kubala sein Leben als Weltenbummler fort und arbeitete als Trainer in der Schweiz, in Kanada und wieder in Spanien.
1969 wurde er spanischer Nationaltrainer und führte die Selección nach zwölf Jahren Abwesenheit wieder zu einer Fußball-Weltmeisterschaft (Argentinien 1978), wo man aber über die Vorrunde nicht hinauskam. Nach einer enttäuschenden EM-Endrunde 1980 wurde Kubala von seinem Posten entlassen – kein spanischer Nationaltrainer war bis dato länger im Amt. Erst Vicente del Bosque übertraf diesen Rekord.
Kubala trainierte nochmal kurzzeitig den FC Barcelona, ehe er als Trainer in Saudi-Arabien und bei weiteren spanischen Erstligisten arbeitete. In seinem letzten Job betreute er 1995 die Nationalelf von Paraguay. Nach wenigen Monaten gab er jedoch seinen Posten wieder ab mit den Worten: „Ein solches Durcheinander bin ich nicht gewohnt.“

## Erfolge
- Spanischer Meister: 1952, 1953, 1959, 1960
- Spanischer Pokalsieger: 1951, 1952, 1953, 1957, 1959
- Messestädte-Pokal: 1955–1958, 1958–1960
- Latin Cup: 1952
- Copa Eva Duarte: 1952, 1953
- Teilnahme an einer WM: 1978 (als Trainer)
- Teilnahme an einer EM: 1980 (als Trainer)

## Trivia
- 1999 wählten ihn die Fans des FC Barcelona zum größten Barça-Spieler aller Zeiten.[5]
- Kubala wirkte im 1955 erschienenen autobiografischen Film „Los ases buscan la paz“ (spanisch für „Die Asse suchen den Frieden“) als Drehbuchautor und Darsteller mit. Der Streifen beschreibt insbesondere seine Flucht aus dem kommunistischen Ostblock und den Weg nach Spanien. Das diktatorische Regime Francos wird dabei idealisiert als Ort des Friedens, der Freiheit und der Stabilität dargestellt.[6]
- Das Sportprogramm von Catalunya Ràdio Tot Gira verleiht die Preistrophäe Gol Kubala seit der Saison 2008/09. Ziel ist die Ehrung ein spektakuläres Tor und zwar sowohl von der Qualität der Ausführung her als auch von jener der spielerischen Entstehung des Tores. Der erste Gewinner war Cléber Santana (RCD Mallorca, 2008/09). Es folgten Roberto Soldado (FC Getafe, 2009/10), Wayne Rooney (Manchester United, 2010/11), Andrés Iniesta (Barcelona, 2011/12), Zlatan Ibrahimovic (Schweden, 2012/13), Alexis Sánchez (Barcelona, 2013/14), Lionel Messi (Barcelona, 2014/15), Javi Gómez (Socuéllamos, 2015/16), Jordi Mboula (Barcelona Jugend, 2016/17), Gareth Bale (Real Madrid, 2017/18) sowie Lionel Messi (Barcelona, 2018/19).[7]